# نيوفيريويل
نيوفيريويل (بالفرنسية: Neuvireuil)‏ هي بلدية تقع في إقليم باد كاليه من منطقة نور با دو كاليه في شمال فرنسا. تبلغ مساحة هذه المدينة 4.34 (كم²)، وترتفع عن سطح البحر 55 م، يبلغ عدد سكانها 466 نسمة حسب إحصاء المعهد الوطني للإحصاء والدراسات الاقتصادية سنة 2009 م. وترأس Jean-Pierre Duval البلدية خلال فترة (2008-2014).